# Murrilo
Murrilo is een gemeente in het Colombiaanse departement Tolima. De gemeente telt 4953 inwoners (2005) en is gelegen in de Cordillera Central op een hoogte van 2950 meter, wat het de hoogstgelegen gemeente van Tolima maakt. Vanuit Murrilo is de Nevado del Ruiz goed te zien.
Alpujarra · Alvarado · Ambalema · Anzoátegui · Armero · Ataco · Cajamarca · Carmen de Apicalá · Casabianca · Chaparral · Coello · Coyaima · Cunday · Dolores · Espinal · Falan · Flandes · Fresno · Guamo · Herveo · Honda · Ibagué · Icononzo · Lérida · Líbano · Mariquita · Melgar · Murrilo · Natagaima · Ortega · Palocabildo · Piedras · Planadas · Prado · Purificación · Rioblanco · Roncesvalles · Rovira · Saldaña · San Antonio · San Luis · Santa Isabel · Suárez · Valle de San Juan · Venadillo · Villahermosa · Villarrica